# Lathrolestes nasoni
Lathrolestes nasoni är en stekelart som beskrevs av Davis 1897. Lathrolestes nasoni ingår i släktet Lathrolestes och familjen brokparasitsteklar. Inga underarter finns listade i Catalogue of Life.